# Пятрас Грішкявічюс
Пятрас Пятрович Грішкявічюс (лит. Petras Griškevičius; 19 липня 1924, с. Кряунай, Рокішкський район, Литва — 14 листопада 1987, Вільнюс, Литва) — литовський радянський партійний діяч. Депутат Ради Союзу Верховної ради СРСР 9—11-го скликань (1974—1987) від Литовської РСР, заступник голови Ради Союзу Верховної ради СРСР (1979—1987). Член ЦК КПРС у 1976—1987 роках.

## Життєпис
Трудову діяльність розпочав у 1941 колгоспником в Курганській області РРФСР.
З 1942 по 1943 рік служив у Червоній армії (в Литовській стрілецькій дивізії). З 1943 по 1944 рік воював у партизанському загоні імені Жемайте на окупованій німцями території Литви. Учасник німецько-радянської війни.
З 1944 року — на журналістській роботі: заступник редактора, редактор Рокішкської повітової газети.
Член ВКП(б) з 1945.
У 1948 році закінчив Республіканську партійну школу при ЦК КП (б) Литви. З 1948 по 1950 рік працював інструктором і завідувачем сектора відділу пропаганди та агітації ЦК КП (б) Литви.
У 1950—1951 роках — відповідальний редактор республіканської газети «Вальстечю лайкраштіс» («Селянська газета»), в 1951—1953 роках — редактор Вільнюської обласної газети «Раудонойі жвайгжде» («Червона зірка»).
У 1953—1955 роках — заступник редактора, 1-й заступник редактора республіканської газети «Тієса» («Правда»).
У 1955—1964 роках — секретар, 2-й секретар Вільнюського міського комітету КП Литви.
У 1958 році заочно закінчив ВПШ при ЦК КПРС.
У 1964—1971 роках — в апараті ЦК КП Литви.
У 1971—1974 роках — 1-й секретар Вільнюського міського комітету КП Литви.
З 18 лютого 1974 по 14 листопада 1987 року — 1-й секретар ЦК КП Литви.

## Нагороди
- Ордени Леніна (два), Жовтневої Революції, Вітчизняної війни, «Знак Пошани».

- Медалі  «За перемогу над Німеччиною у Великій Вітчизняній війні 1941—1945 рр.» та інші.

## Творчість
Переклав з російської литовською кілька художніх книг.